# 邦納博穹丘
邦納博穹丘（英語：Bonnabeau Dome）是南極洲的穹丘，位於埃爾斯沃思地，處於安德森穹丘以西7公里，屬於瓊斯山的一部分，由明尼蘇達大學繪入地圖。
73°31′S 94°10′W / 73.517°S 94.167°W